# .travel
.travel – internetowa domena najwyższego poziomu przeznaczona dla biur podróży, linii lotniczych, hoteli itp.; została utworzona 8 kwietnia 2005 roku.